# Höghållfast stål
Höghållfast stål har en högre sträckgräns än traditionella konstruktionstål. Då sträckgränsen kan ligga över 1300 MPa, kan konstruktioner skapas som belastas hårdare utan att nå flytgränsen och därmed sträckas. (Ett traditionellt konstruktionsstål, till exempel S355, har en sträckgräns på 355 MPa). Höghållfasta stål har med andra ord en mycket god formbarhet i förhållande till sin höga hållfasthet. Elasticitetsmodulen (E) för höghållfasta stål är dock lika stor som för andra kolstål, varför töjningen förblir lika. Höghållfast stål material används främst inom fordonsindustrin.
För kallvalsade, höghållfasta stål för kallformning finns standarden SS-EN 10268. Stålen delas in i följande grupper:
- Bake-hardening-stål, som är vanliga i bilars exponerade karossdelar
- Refos-stål, vanliga i bilkarossdelar och strukturkomponenter
- Låglegerade/mikrolegerade stål, som lämpar sig för strukturkomponenter med hög påkörning
- Höghållfasta stål IF (Interstitial Free), som lämpar sig för pressning av komponenter med komplex form
- Isotropa stål, med goda sträckformningsegenskaper, som lämpar sig för exempelvis bildörrar

## Green steel
Green steel är ett begrepp som sammanfattar de höghållfasta stålens förmåga att minska miljöbelastningen, främst genom minskade koldioxidutsläpp. Argumenten för minskad miljöbelastning koncentrerar sig på att lättare fordon har lägre bränsleförbrukning, att åtgången av stål (för att uppfylla en viss funktion) minskar, samt att stålet har längre livslängd.